# Graissessac
Graissessac är en kommun i departementet Hérault i regionen Occitanien i södra Frankrike. Kommunen ligger i kantonen Bédarieux som tillhör arrondissementet Béziers. År 2022 hade Graissessac 569 invånare.

## Befolkningsutveckling
Antalet invånare i kommunen Graissessac
Referens:INSEE